# ماهامبی

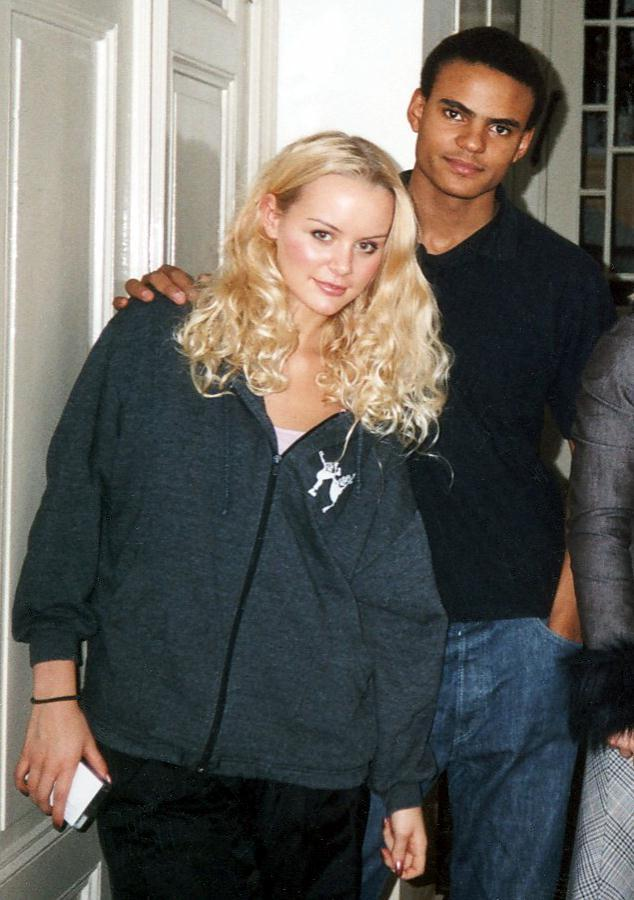
هلنا متسون و ماهامبی پس از تمرین نمایش Wild Side Story.

ماهامبی نازی موپوندو که با نام هنری ماهامبی شناخته شده‌است خواننده، ترانه‌سرا و رقاص سوئدی-کنگویی است. بیشترین همکاری وی با آهنگساز معروف ردوان بود. از معروف‌ترین آهنگ‌های این خواننده "Bumpy Ride" نام دارد که در سال ۲۰۱۰ منتشرشد. 
وی در سال ۲۰۱۷ با آرش در آهنگ Se Fue همکاری کرد.